# Mughr al-Khayt
Mughr al-Khayt (arabe : مغر الخيط), également orthographié Mughr al Kheit, était un village palestinien situé dans le sous-district de Safed en Palestine mandataire. En 1945 (en), il compte 490 habitants, tous musulmans, pour une superficie de 6 627 dunams,. Le village est dépeuplé le 2 mai 1948 par le premier bataillon du Palmach pendant l'opération Yiftah au cours de la guerre civile de 1947-48 entre Juifs et Arabes palestiniens.
Sur le territoire de l'ancien village se trouvent aujourd'hui les villes israéliennes de Hatzor-Haglilit et Rosh Pina.